# At the Hotel Mix-Up
At the hotel Mix-Up és un curtmetratge mut francès de Georges Méliès estrenada el 1908. Va ser produït per la Star Film Company de Méliès i està numerat 1269-1275 als seus catàlegs.

## Trama
En un hotel, els hostes deixen la roba rentada al vestíbul perquè l'empleat l'assequi i llueix les botes. El jove treballa molt, fins al punt que fa que la roba sembli nova, deixa les piles de roba i la porta a les diferents habitacions dels clients i marxa del lloc. Els convidats estaven a punt de posar-se la roba i es van adonar que el jove ho va barrejar tot. La gent els persegueix i no els troba, causant confusió a l'hotel. Al final, l'empleat es crema alegrement la roba i arriben els bombers, que van afegir la decepció dels clients en dirigir-los les mànegues.